# Nackt kam die Fremde
Nackt kam die Fremde ist ein 1969 von einem Autorenkollektiv geschriebener Schundroman. Das Projekt wurde als Hoax von Harvey Aronson (* 1929) und Mike McGrady (* 4. Oktober 1933; † 14. Mai 2012) von der Tageszeitung Newsday initiiert. Ziel war es, ein extrem schlechtes Buch zu schreiben.

## Entstehungsgeschichte
Der Journalist Mike McGrady war im Jahr 1966 nach der Lektüre von Trivial- und Schundliteratur auf den Gedanken gekommen, von einem Autorenteam einen Sexroman schlechtester Qualität schreiben zu lassen, um zu beweisen, dass sich auch der schlimmste Schund gut verkauft. Er konnte fünfundzwanzig journalistische Mitarbeiter der Zeitung Newsday, darunter fünf Frauen, für das Projekt gewinnen. Die Autoren verpflichteten sich, ein  zusammenhangloses Buch ohne jegliche literarische Qualität zu schreiben. Innerhalb einer Woche hatte jeder Autor ein Kapitel vorzulegen, für das er ein Honorar von 5.000 Dollar erhielt. Die Vorgabe McGradys lautete, Sexszenen stark hervorzuheben und jegliche literarische Qualität auszumerzen. Da sich McGrady jedoch zunächst als Journalist der Berichterstattung über den Vietnamkrieg widmete, konnte das Buch erst 1969 fertiggestellt werden. Einige Kapitel wurden zurückgewiesen und mussten überarbeitet werden, da sie zunächst „zu gut geschrieben“ waren.
Zu den Autoren gehörten die Pulitzer-Preisträger Gene Goltz und Robert W. Greene, ferner William McIlwain Jr., George Vecsey und Marilyn Berger.
Als Autorin des Buches war eine „Penelope Ashe“ angegeben, „eine sittsame Hausfrau aus Long Island.“ Bei der auf dem Umschlag abgebildeten angeblichen Autorin handelte es sich um McGradys Schwägerin Billie Young. Diese trat auch in der Öffentlichkeit als Penelope Ashe auf und gab Interviews.
Herausgeber des Buches war der umstrittene Verleger Lyle Stuart.
McGrady lehnte ein Angebot über 500.000 Dollar für einen Fortsetzungsroman ab.

## Handlung
Die attraktive Gillian Blake bemerkt, dass ihr Mann sie betrügt. Sie versucht es ihm heimzuzahlen, indem sie mit möglichst vielen anderen Männern schläft.

## Rezeption
Wie erwartet war das Buch erfolgreich. Innerhalb weniger Tage wurden 20.000 Exemplare abgesetzt. Als McGrady und seine Autoren den Hoax einige Wochen später offenlegten, führte dies zum Verkauf von weiteren 78.000 Exemplaren. Das Buch wurde auch in Großbritannien vermarktet. Es hielt sich 13 Wochen auf der Bestsellerliste der New York Times und erreichte am 2. November 1969 Platz 3. 1975 wurde das Werk von Radley Metzger verfilmt (siehe Naked Came the Stranger).
In deutscher Übersetzung erschien das Buch erstmals 1970 im Scherz Verlag. In Deutschland verkaufte sich das Buch über 25.000 mal.
Das Buch wurde vielfach neu aufgelegt. Die Wochenzeitung The Village Voice schrieb 2004, es sei von „perfekter Schrecklichkeit.“ Insgesamt wurden 400.000 Exemplare des Buches verkauft.
McGradys Schwägerin Billie Young betätigte sich später als Autorin und benutzte das Pseudonym Penelope Ashe.

## Vergleichbare Werke
Mit I, Libertine kam in den USA bereits 1956 ein literarischer Hoax auf den Markt. 2004 schrieb eine Autorengruppe den Trash-Roman Atlanta Nights.

## Buchausgaben
- Naked Came the Stranger. Lyle Stuart, New York 1969; Barricade Books, Fort Lee (NJ) 2004, ISBN 978-1-56980-262-5
- Nackt kam die Fremde. Roman. Scherz, Bern 1970; Droemer Knaur, München 1990, ISBN 3-426-02561-2